# Винник, Александр Сергеевич
Александр Сергеевич Винник (род. 28 сентября 1989, Пермь, СССР) — российский профессиональный баскетболист, играющий на позиции центрового.

## Карьера
До 15 лет Винник занимался хоккеем. Поступив на 1 курс Пермского государственного педагогического университета на факультет информатики и экономики, Александр посетил матч однокурсниц. На эту игру в зал пришли парни, которые играли за университет и предложили ему попробовать себя в баскетболе.
В сезоне 2007/2008 Винник дебютировал в чемпионате АСБ в составе команды ПГТУ (нынешний – ПНИПУ).
В 2009 году Александра пригласили тренироваться во второй команде «Урал-Грейт»а, но в том же году клуб был расформирован.
В сезоне 2011/2012 Винник выступал за команду ПНИПУ в чемпионате АСБ и демонстрировал показатели, близкие к среднематчевому дабл-даблу (9,5 очка и 9,5 подбора в среднем за игру).
Профессиональная карьера Винника началась в сезоне 2012/2013. Именно тогда он вошёл в состав только что созданного пермского клуба «Парма». С этой командой Александр прошёл путь от Высшей лиги до Единой лиги ВТБ. С первого сезона Винник стал одним из лидеров команды, показав среднюю статистику в 13 очков и 8,3 подбора. По итогам сезона 2012/2013 Высшей лиги Александр был признан «Лучшим центровым».
22 февраля 2016 года в решающей игре «Финала четырёх» Кубка России «Парма» оказалась сильнее петербургского «Зенита» (97:65). В финальном матче Винник набрал 21 очко и 5 подборов за что получил звание «Самого ценного игрока».
В мае того же года «Парма» стала бронзовым призером Суперлиги-1, а летом получила путёвку в Единую лигу ВТБ.
10 февраля 2019 года Винник стал 2-кратным обладателем Кубка России. В решающем матче против «Нижнего Новгорода» (73:67) Александр отметился 7 очками, 6 подборами и 2 передачами.
В июле 2019 года Винник перешёл в «Нижний Новгород». В 8 встречах Единой лиги ВТБ его статистика составила 2 очка, 1 подбор и 0,4 передачи. В Лиге чемпионов ФИБА Александр принял участие в 7 матчах, показав статистику в 4 очка, 1,9 подбора и 0,4 передачи. В январе 2020 года Винник и нижегородский клуб договорились о досрочном расторжении контракта.
Свою карьеру Винник продолжил в «Самаре». В составе команды Александр стал чемпионом Суперлиги-1, а также победителем и бронзовым призёром Кубка России.
В сентябре 2021 года Винник подписал контракт с «Енисеем». В 4 матчах Единой лиги ВТБ Александр набирал 1,0 очка и 0,8 подбора в среднем за игру.
В августе 2022 года Винник перешёл в «Русичи».

## Сборная России
В июне 2016 года Винник получил приглашение в «Открытый лагерь РФБ» для подготовки к квалификационным матчам Евробаскета-2017.

## Достижения
- Чемпион Суперлиги-1 дивизион: 2020/2021
- Бронзовый призёр Суперлиги-1 дивизион: 2015/2016
- Обладатель Кубка России (3): 2015/2016, 2018/2019, 2019/2020
- Бронзовый призёр Кубка России (2): 2016/2017, 2020/2021